# Ніно Біксіо
Ні́но Бі́ксіо (італ. Nino Bixio; 2 жовтня 1821 — 16 грудня 1873) — італійський військовий діяч, політик та революціонер, сподвижник Джузеппе Гарібальді.
Учасник революційних повстань 1848 у Генуї, Тревізо, Віченці і Венеції проти австрійського панування, учасник оборони Римської республіки від французьких інтервентів 1849, один з організаторів походу гарібальдійської «тисячі» в Сицилію 1860 році.
1862 — перейшов на королівську службу.